# Gymnopilus spectabilis
Il Gymnopilus spectabilis è un fungo che cresce cespitoso prevalentemente su legname marcescente.

## Descrizione della specie
Cappello
Dai 6 ai 20 cm circa, convesso, poi espanso, spesso con umbone ottuso, margine sottile e per lo più involuto, con residui di velo. Cuticola asciutta, dorata oppure color arancio, marrone in età; ricoperto di squame fibrose color bruno.
Lamelle
Fitte, decorrenti con un dentino, giallo sporco, poi ocra.
Gambo
Robusto, alto, anche di dimensioni enormi (Fino a 80 cm di lunghezza!), con base radicante, fibrosa, estremamente legnosa; color giallo oppure marrone, squamoso nella parte inferiore.
Anello
Membranoso, ampio, color giallo, poi ruggine per via della sporata.
Carne
Compatta, molto coriacea, fibrosa nel gambo, di colore giallo chiaro o giallo paglierino da giovane, giallastra o giallo-ocreaceo in età avanzata, color marroncino negli esemplari più vecchi.
- Odore: gradevole, fungino; a volte un po' forte.  È possibile percepire l'acredine del fungo perfino dal suo odore.
- Sapore: amarissimo, molto sgradevole.

Spore
7,5-10 x 4,5-6 µm, ruvide, ellissoidali. Color ruggine in massa.

## Habitat
Per lo più cespitoso, cresce in folti gruppi sotto latifoglie ma anche sotto conifere, su vecchie ceppaie marcescenti, in particolare di eucalipto, leccio, pisotforo oppure pino.
È frequentemente preda delle larve, specialmente nel gambo.
Tarda estate, autunno inoltrato.

## Commestibilità
Tossico
Può contenere, in quantità variabile, sostanze allucinogene e per tale motivo in Italia il consumo di questa specie è vietato, al pari delle specie dei generi Stropharia e Psilocybe.

## Etimologia
Spectabilis = rispettabile, per le dimensioni enormi che può raggiungere (in altezza il "cespo" può arrivare ad oltre il metro).

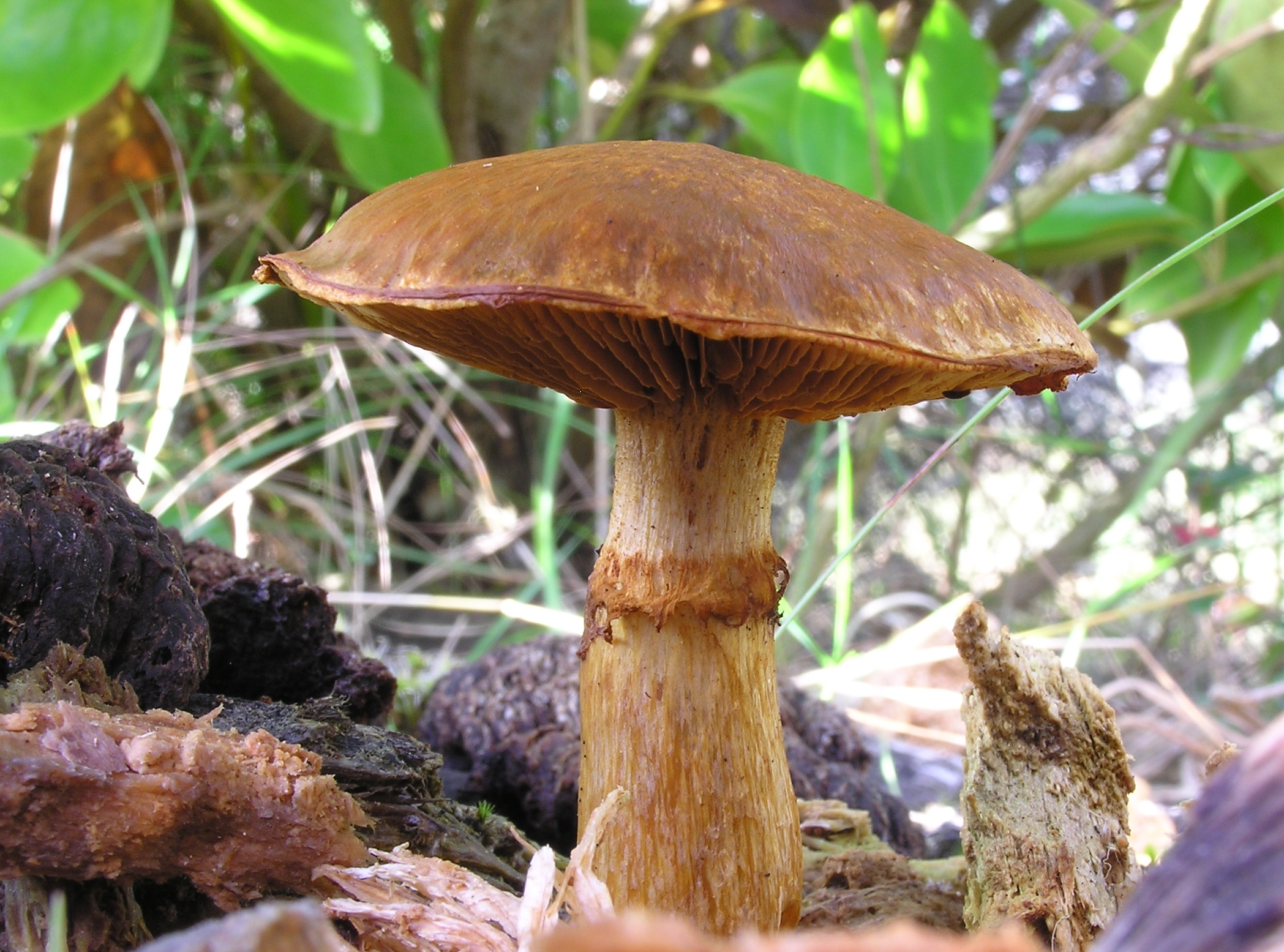
Gymnopilus junonius

## Specie simili
Difficilmente confondibile con altre specie anche in considerazione delle dimensioni ragguardevoli che può raggiungere.
- Gymnopilus junonius (vedi foto), commestibile dopo prolungata cottura, di taglia mediamente più piccola.
- Potrebbe essere confuso, dai meno esperti, con alcune forme particolari di Armillaria mellea, la cui carne però non è amara come G. spectabilis.
- I più inesperti potrebbero confonderlo, quando è giovane, con il congenere Gymnopilus penetrans, che però è di taglia nettamente più piccola e che non sempre cresce cespitoso.

## Sinonimi e binomi obsoleti
- Gimnopilus junonius (Fr.:Fr.) P.D. Orton

## Tossicologia: fonti
- "Ostopanic acid, a cytotoxic fatty acid from Gymnopilus spectabilis" - Nunez-Alarcon J, Paredes JCC, Carmona MT, Quinones M - BOLETIN DE LA SOCIEDAD CHILENA DE QUIMICA - 46 (2): 227-229 JUN 2001
- "Neurotoxic oligoisoprenoids of the hallucinogenic mushroom, Gymnopilus-spectabilis" - TANAKA M, HASHIMOTO K, OKUNO T, SHIRAHAMA - PHYTOCHEMISTRY - 34 (3): 661-664 OCT 1993
- "Minor costituents of Gymnopilus-spectabilis" - FINDLAY JA, HE ZQ - JOURNAL OF NATURAL PRODUCTS - 54 (1): 184-189 JAN-FEB 1991

## Galleria d'immagini

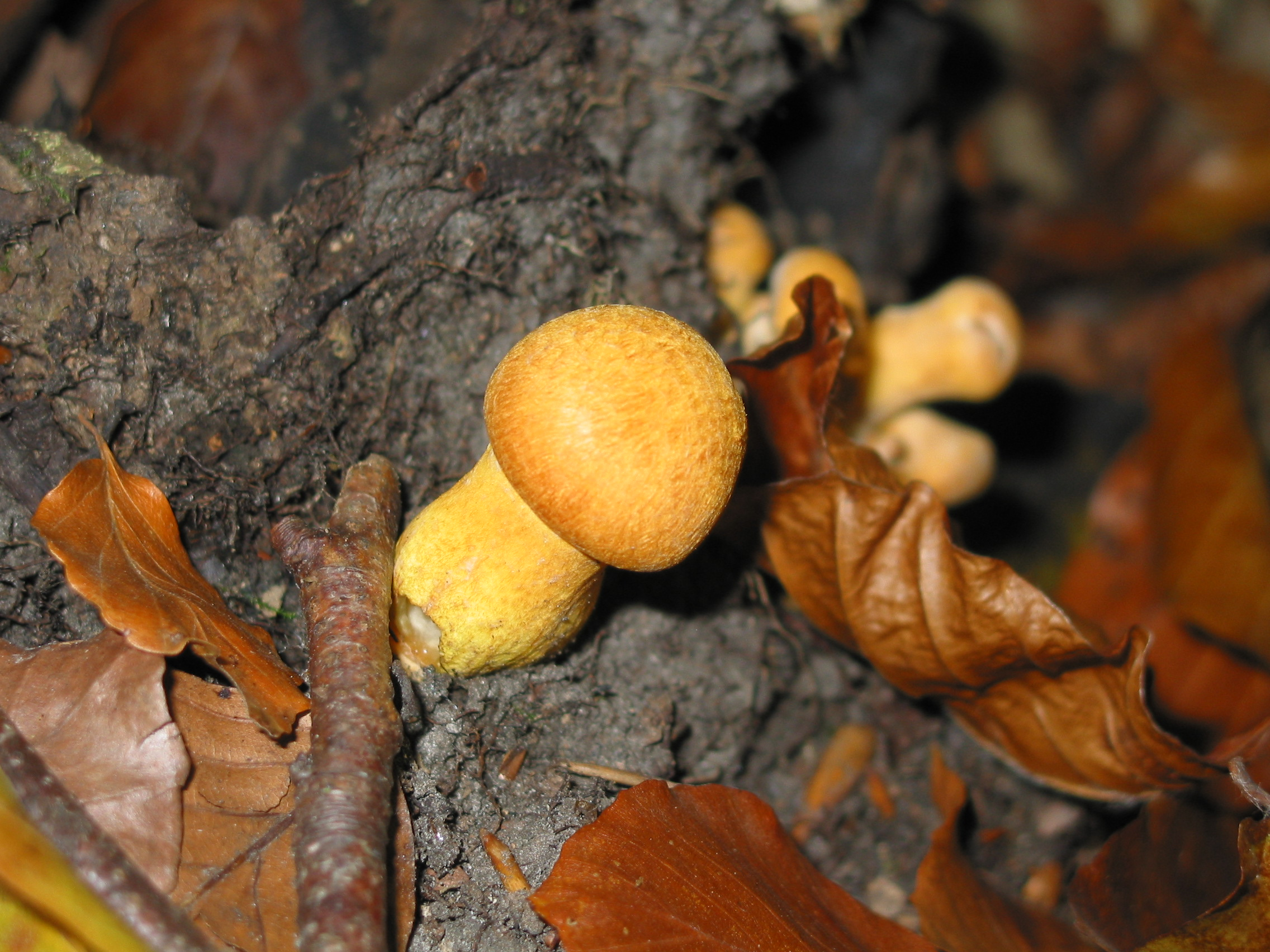
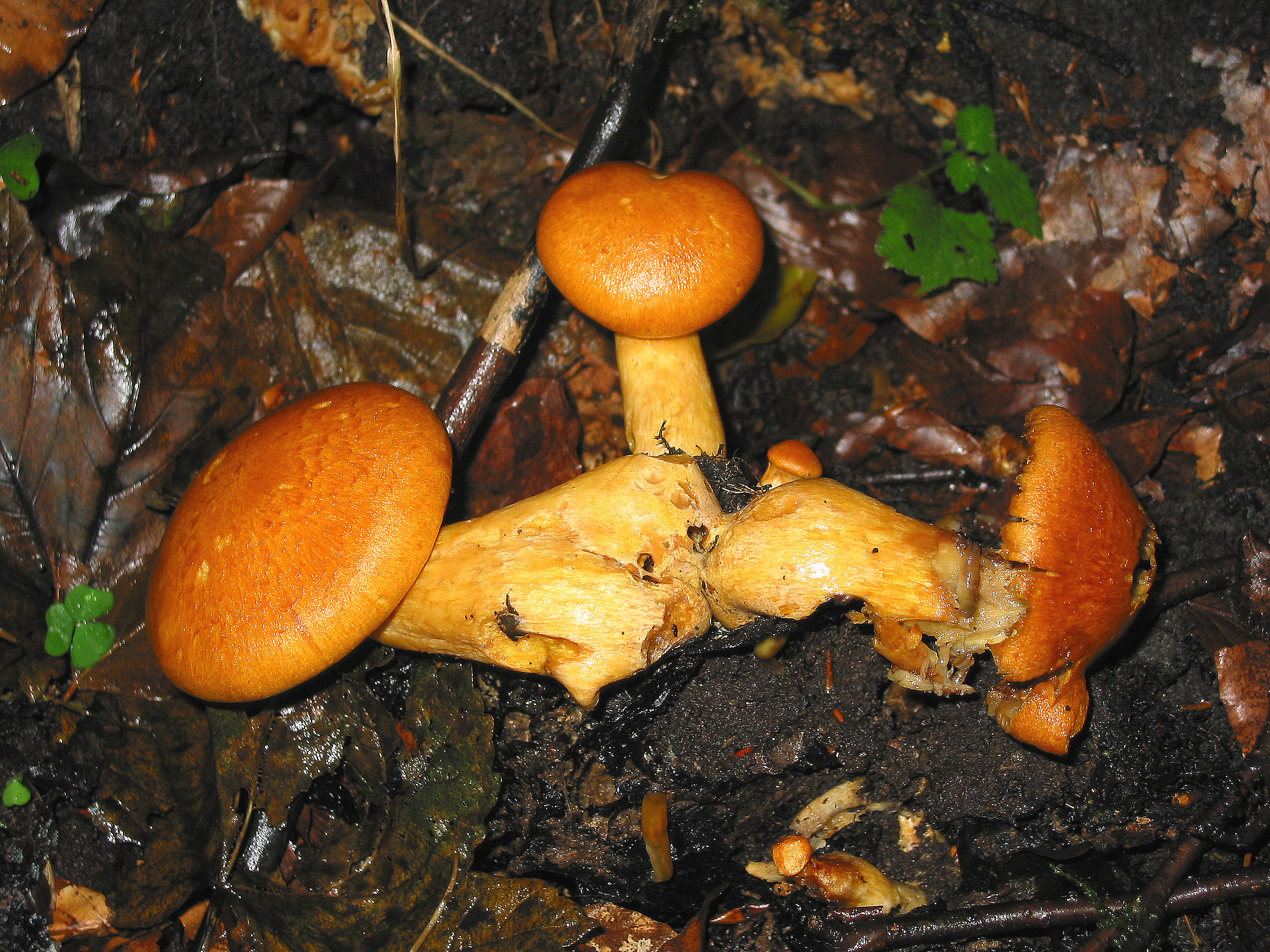
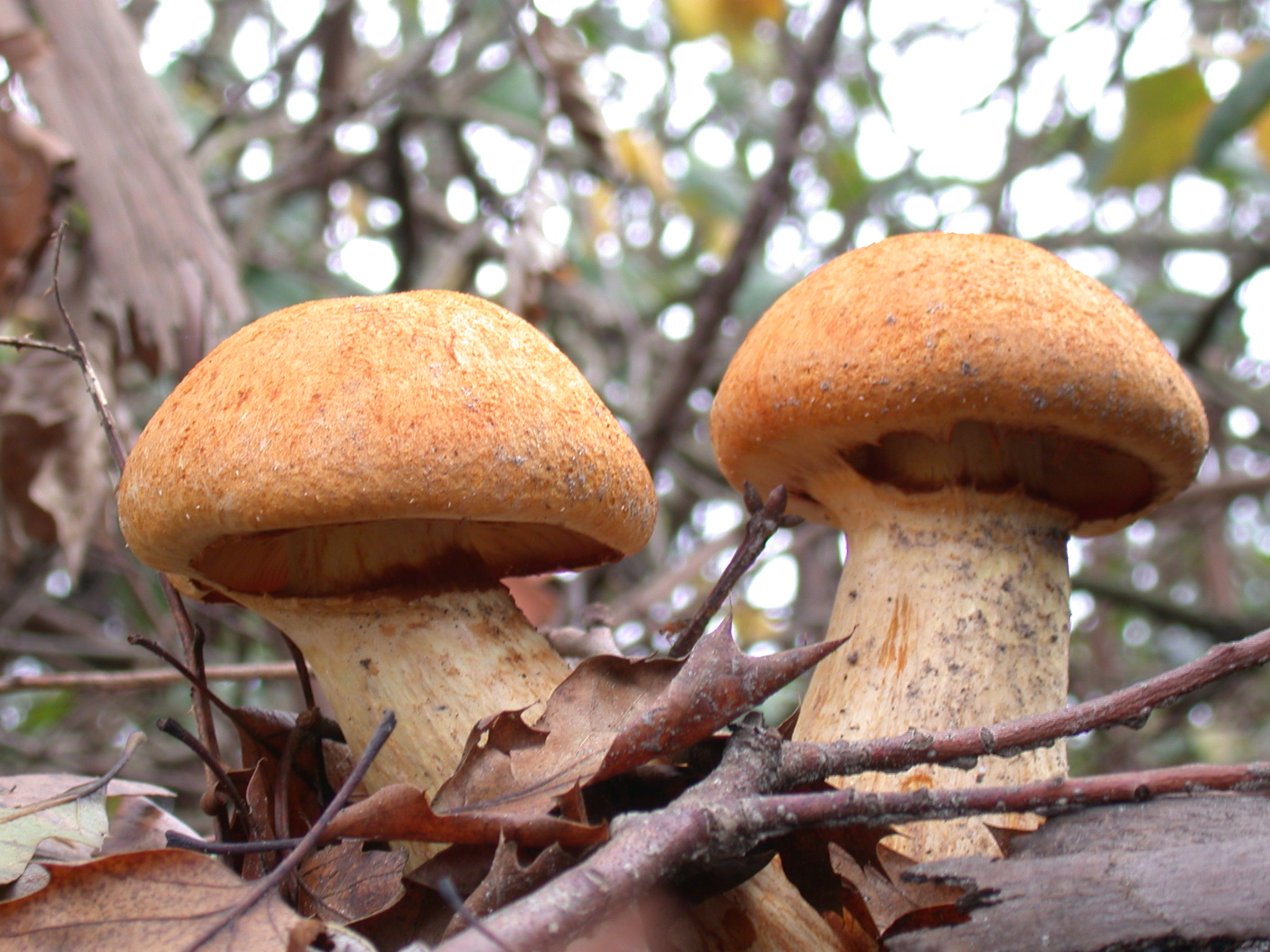
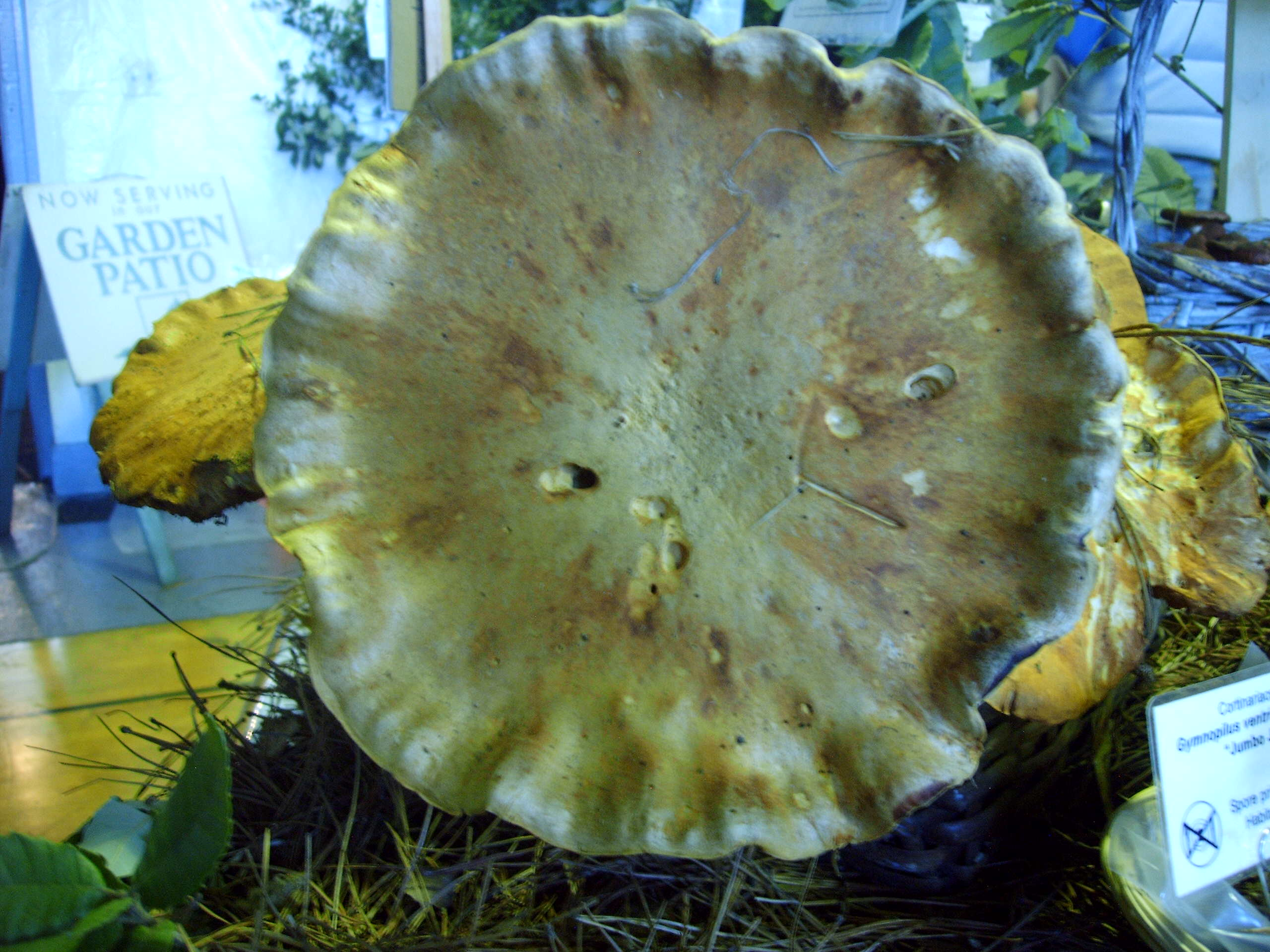
Esemplare piuttosto vecchio